# محمد دالي بلطة
محمد صلاح دالي بلطة، أحد علماء أهل السنة في لبنان، ومفتي صور وأقضيتها فيها، مواليد 1/1/1956 صيدا في لبنان. متزوج من الصيدلانيه غادة أبو زينب ولديه خمسة أبناء (أربع بنات وولد).

## تعليمه
- تلقى علومه الابتدائية في مدارس المقاصد الإسلامية.
- التحق بأزهر لبنان عام 1970 ونال الثانوية الشرعية منه عام 1974 وكان ترتيبه الأول بين الخريجين.
- التحق بكلية الشريعة والقانون في جامعة الأزهر الشريف – القاهرة وتابع دراسته الجامعية ونال الليسانس عام 1978.
- يحفظ القرآن الكريم برواية حفص عن عامر ويجيد قراءته ترتيلا وتجويدا.

## عمله
- عمل في الأوقاف الإسلامية في صيدا بعد تخرجه من الأزهر الشريف – القاهرة عام 1978 وحتى سنة 1991 وعمل رئيسا لدائرة الأوقاف الإسلامية – صيدا ما بين عامي 1984 – 1991.
- درّس مادة التربية الإسلامية في ثانوية المقاصد الإسلامية ومدارس أخرى من العام 1979 وحتى عام 1990.
- عين قاضيا في المحاكم الشرعية السنية عام 1991 وكان مركز عمله محكمة صيدا في جنوب لبنان وانتدب للعمل قاضيا في محكمة بيروت بين عامي 2000 – 2003.
- خطيبا لمسجد الإمام علي بن أبي طالب في صيدا منذ العام 1979 وحتى تاريخه.
- يرأس المركز الثقافي الإسلامي في صيدا مؤسس مدارس الايمان منذ العام 1979 وحتى تاريخه.
- فاز بعضوية مجلس امناء جمعية المقاصد الخيرية الإسلامية في صيدا ما بين عامي 1989 و1998.
- عضو في اللجنة الفاحصة لجائزة القرآن الكريم التي أنشأتها مؤسسات الرعاية الاجتماعية – دار الأيتام الإسلامية في بيروت وترأس اللجنة بعد وفاة رئيسها القارئ الشيخ محمد صلاح كبّارة.
- ساهم في تأليف وتحقيق بعض الكتب التي نشرتها المطبعة العصرية للطباعة والنشر في صيدا وبيروت.

ـ له مقالات في الصحف اللبنانية المحلية.

## وفاته
توفي فجر يوم الثلاثاء الموافق 16 - 11 - 2010.